# 自然数
自然数（natural numbers）按ISO 80000-2和ISO 2382定义，指非负整数 {\displaystyle (0,1,2,3,4,\ldots )}；此定义相同于集合论和计算机科学领域中，认为0属于自然数。但在数论领域中，认为0不属于自然数，因而按数论描述，自然数会同义于正整数。为免歧义，可直接以术语“非负整数”代替自然数称之。
数学中，一般以{\displaystyle \mathbb {N} }代表以自然数组成的集合。自然数集是一個可數的，無上界的無窮集合。非零自然数即指正整数{\displaystyle (1,2,3,4,\ldots )}。
自然数可用于计数（如：桌子上有“三”个苹果）和定序（如：国内“第三”大城市）。

## 符号

常用双线的大写 N 符号来表示自然数集合。

数学家们使用{\displaystyle N}或{\displaystyle \mathbb {N} }来表示所有自然数的集合。较早的教科书也有使用{\displaystyle J}来表示这一集合的情况。
为了消除是否包含0的歧义，有时通过上、下标的形式表示集合中是否包含0：
- 自然数：{\displaystyle \mathbb {N} _{0}=\mathbb {N} ^{0}=\{0,1,2,\dots \}}
- 非零自然数：{\displaystyle \mathbb {N} ^{*}=\mathbb {N} ^{+}=\mathbb {N} _{1}=\mathbb {N} _{>0}=\{1,2,\dots \}}

## 定义

### 基于序数理论
基于序数理论提出的皮亚诺公理可以得到自然数的许多特性，这五条公理用非形式化的方法叙述如下：
1. 0是自然数；
2. 每一个确定的自然数a，都有一个确定的后继数a' ，a' 也是自然数；
3. 对于每个自然数b、c，b=c当且仅当b的后继数=c的后继数；
4. 0不是任何自然数的后继数；
5. 任意关于自然数的命题，如果证明：它对自然数0是真的，且假定它对自然数a为真时，可以证明对a' 也真。那么，命题对所有自然数都真。

其中，一个数的后继数指紧接在这个数后面的数，例如，0的后继数是1，1的后继数是2等等；公理5保证了数学归纳法的正确性，从而被称为归纳法原理。

### 基于基数理论
在基数理论中，集合论的一般做法是将0定义為空集後，将任一非零自然数看作是所有比該數小的自然数组成的集合，即
{\displaystyle 0=\{\},1=\{0\},2=\{0,1\},3=\{0,1,2\},\ldots }
通過無窮公理，可以得到存在一个只包含全體自然數的自然數集{\displaystyle \mathbb {N} }。
另外，在此定义下，在集合{\displaystyle n}内就有{\displaystyle n}个元素；而若{\displaystyle n}小于{\displaystyle m}，则{\displaystyle n}会是 {\displaystyle m}的子集。

## 性质

### 无限性
自然数的集合是无限集。根据定义，这种无限称为可数无限。可以与自然数建立双射关系的所有集合都具有这种无限性，称作，这个集合的势为{\displaystyle \aleph _{0}}。

### 可加性
自然数加法可经{\displaystyle a+0=a}及{\displaystyle a+(b+1)=(a+b)+1}递归定义而成。因而得出交换幺半群{\displaystyle (N,+)}，是由{\displaystyle 1}生出的自由幺半群，其中幺元为{\displaystyle 0}。此幺半群服从消去律，可嵌入一群内：最小的是整数群。

### 可乘性
同理，自然数乘法{\displaystyle \times }可经{\displaystyle a\times 0=0}及{\displaystyle a\times (b+1)=ab+a} 得出。

### 加乘关系
而{\displaystyle (N,\times )}亦是交换幺半群；{\displaystyle \times }和{\displaystyle +}符合分配律：
{\displaystyle a\times (b+c)=ab+ac}。

### 有序性
我们说{\displaystyle a\leq b}当且仅当有自然数{\displaystyle c}使得{\displaystyle a+c=b}。{\displaystyle (N,\leq )}是一个良序集，即每个非空子集都有一个最小的自然数。 
此序也和加法及乘法兼容，即若{\displaystyle a}，{\displaystyle b}和{\displaystyle c}都是自然数且{\displaystyle a\leq b}，则{\displaystyle a+c\leq b+c}及{\displaystyle ac\leq bc}。

### 可除性
给定两个自然数{\displaystyle a}和{\displaystyle b}，其中{\displaystyle b\neq 0}，可找到唯一的两个自然数{\displaystyle q}及{\displaystyle r}使得
{\displaystyle a=bq+r,\ 0\leq r<q}
{\displaystyle q}称为“商数”而{\displaystyle r}称为“余数”。 若{\displaystyle r=0}，则稱{\displaystyle a}可被{\displaystyle b}整除，记为{\displaystyle b|a}。
相关概念有辗转相除、质数及其它数论概念。

## 历史与0的争议
自然数由数数而起。古希臘人最早研究其抽象特性，当中毕达哥拉斯主义更视之为宇宙之基本。其它古文明也对其研究作出极大贡献，尤其以印度对0的接受，为人称道。
零早于公元前400年被巴比伦人用作數字使用。玛雅人于公元200年将零视为数字，但未与其它文明有所交流。现代的观念由印度学者婆罗摩笈多于公元628年提出，经阿拉伯人传至欧洲。欧洲人一开始仍对零作为数字感到抗拒，认为零不是一个“自然”数。不過歷史上也有人把0包括在自然數之內，例如這兩本18世紀的法國書籍。
19世纪末，集合论者给自然数一个较严谨的定义。据此定义，把零（对应于空集）包括于自然数内更为方便。逻辑论者及计算机科学家，接受集合论者的定义。而其他一些数学家，主要是数论学家，则依从传统把零拒之于自然数之外。
在全球范围内，目前针对0是否属于自然数的争论依旧存在。
在中国大陆，2000年左右之前的中小学教材一般不将0列入自然数之内，或称其属于“扩大的自然数列”。在2000年左右之后的新版中小学教材中，普遍将0列入自然数。
認為自然數不包含零的其中一個理由是自然數所指為自然界中存在的數，例如一棵大樹、兩條魚、十億個細胞等等，而鮮少有人說零個物品。
国际标准ISO 31-11:1992《量和单位 第十一部分：物理科学和技术中使用的数学标志与符号》（已被ISO/IEC 80000-2取代）中，从集合论角度规定：符号 {\displaystyle \mathbb {N} } 所表示的自然数集是包括正整数和0。
中国大陆于1993年制定的强制性国家标准《物理科学和技术中使用的数学符号》(GB 3102.11-93)参照国际标准ISO 31-11規定：{\displaystyle \mathbb {N} }表示“非负整数集；自然数集”，{\displaystyle \mathbb {N} =\{0,1,2,3,\ldots \}}。但自2017年3月23日起，该标准转化为推荐性标准，不再强制执行。

## 推广
自然数用于计数时称之为基数，用于定序时称之为序数。基数用于判定集合的大小，序数用作排列。
对于有限序列或有限集合，序数及基数皆与自然数同。